# セブFC
セブFC（英語: Cebu Football Club）もしくは、スポンサー名を冠してダイナミック・ハーブ・セブFC（英語: Dynamic Herb Cebu Football Club）はフィリピン・セブを本拠地とするサッカークラブである。

## 歴史
2021年設立。親会社のダイナミック・ハーブ・スポーツ・インコーポレッテッドは、1994年にトルコ人によって設立された企業で、セブを本拠地にスポーツ事業を行っている企業である。同企業はセブでレイラムFCというチームを運営していたため、レイラムFCはセブFCの前身として捉える事も出来る。
2021年にフィリピン・フットボールリーグ参入ライセンスを取得したが、同年のシーズンは結局中止となった。そのため、初年度はコパ・パウリーノ・アルカンタラのみの参戦となった。準決勝で敗退し、最終的に4位となった。
翌年にはハタイスポルと提携を結んだため、同クラブのメフメト・カキルを監督に招聘した他、ハタイスポルの下部組織出身選手を外国籍選手に迎えた。2022-23シーズンを2位で終えたため、AFCカップ2023/24への出場が決まり、リーグ参戦2年目にして国際大会出場を達成した。

## 本拠地
本拠地はセブ近郊のタリサイにあるダイナミック・ハーブ＝ボッロネオ・スポーツ・コンプレックスである。国際サッカー連盟基準のピッチを備えているが、座席数は500人に止まる。そのため、AFCカップではマニラにあるリサール・メモリアル・スタジアムを本拠地として使用する。

## クラブカラー
クラブカラーは赤、白、灰、黒の四色である。徽章にはオスロブのジンベエザメが描かれている。

## 歴代所属選手
- 奥田錬 2021-2022, 2023-2024
- 濱琳太郎 2023-
- 冨樫凌央 2023, 2024-
- 小林雅弥 2024-
- 石川大雅 2024-